# Composizioni di Milij Alekseevič Balakirev

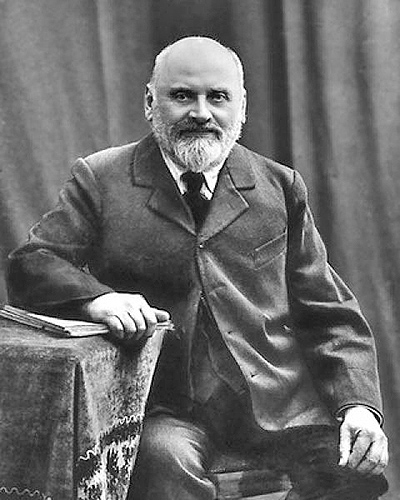
Ritratto di Milij Balakirev

Lista delle composizioni di Milij Alekseevič Balakirev (1837-1910), ordinate per genere.

## Opere orchestrali
| Titolo | Periodo                                                   | Note                                                  |
| --- | --------------------------------------------------------- | ----------------------------------------------------- |
| Grande fantasia su canzoni popolari russe per pianoforte e orchestra, op. 4                                         | 1852                                                      | Anche in arrangiamento per due pianoforti.            |
| Concerto per pianoforte e orchestra n. 1 in fa diesis minore, op. 1                                                 | 1855-56                                                   | Anche in arrangiamento per due pianoforti.            |
| Ouverture sul tema di una marcia spagnola, op. 6                                                                    | 1857, 1886 (revisione)                                    |                                                       |
| Ouverture su temi di tre canzoni popolari russe                                                                     | 1857-58, 1882 (revisione)                                 | Anche in arrangiamento per pianoforte a quattro mani. |
| Musica di scena per la tragedia di W. Shakespeare Re Lear                                                           | 1858-61, 1902-05 (revisione)                              |                                                       |
| Concerto per pianoforte e orchestra n. 2 in mi bemolle maggiore, op. posth.                                         | 1861-62, 1906-1910                                        | Incompiuto, completato da Sergej Ljapunov.            |
| Rus', poema sinfonico                                                                                               | 1863-64, 1890 (prima revisione), 1907 (seconda revisione) |                                                       |
| Sinfonia n. 1 in do maggiore                                                                                        | 1864-66, 1890-97                                          | Anche in arrangiamento per due pianoforti.            |
| In Boemia, poema sinfonico su temi di tre canzoni nazionali ceche                                                   | 1866-67, 1905 (revisione)                                 |                                                       |
| Tamara, poema sinfonico                                                                                             | 1866-82                                                   |                                                       |
| Sinfonia n. 2 in re minore                                                                                          | 1900-08                                                   | Anche in arrangiamento per due pianoforti.            |
| Cantata per l'inaugurazione a San Pietroburgo del monumento a Michail Ivanovič Glinka, per soprano coro e orchestra | 1902-04                                                   | Testo di Vasilij Glebov.                              |
| Suite su 4 pezzi di Chopin                                                                                          | 1909                                                      |                                                       |

## Musica da camera
| Titolo                                                                                         | Periodo    | Note                   |
| ---------------------------------------------------------------------------------------------- | ---------- | ---------------------- |
| Settimino                                                                                      | 1852       | Frammento, incompiuto. |
| Quartetto per archi, op. 2                                                                     | 1854-55    | Frammento, incompiuto. |
| Ottetto per pianoforte, violino, viola, violoncello, contrabbasso, flauto, oboe e corno, op. 3 | 1855-56    | Incompiuto.            |
| Romanza per violoncello e pianoforte                                                           | Senza data |                        |
| Improvviso in mi maggiore per violino e pianoforte                                             | Senza data |                        |

## Opere per pianoforte
| Titolo                                                                                 | Periodo                   | Note                                         |
| -------------------------------------------------------------------------------------- | ------------------------- | -------------------------------------------- |
| Reminiscenze dell'opera Una vita per lo Zar di Michail Glinka, fantasia per pianoforte | 1854-55, 1899 (revisione) |                                              |
| Fandango-Étude                                                                         | 1856                      | Revisionato nel 1902 come Serenata Spagnola. |
| Scherzo n. 1 in si minore                                                              | 1856                      |                                              |
| Sonata per pianoforte n. 1 in si bemolle minore, op. 5                                 | 1856-57                   | Incompiuta.                                  |
| Polka in fa diesis minore                                                              | 1859                      |                                              |
| Mazurka n. 1 in si bemolle maggiore                                                    | 1859-60                   |                                              |
| Mazurka n. 2 in do diesis minore                                                       | 1860                      |                                              |
| Islamej, fantasia orientale, op. 18                                                    | 1869, 1902 (revisione)    |                                              |
| Au jardin, étude-idylle in re bemolle maggiore                                         | 1884                      |                                              |
| Mazurka n. 3 in si minore                                                              | 1886                      |                                              |
| Mazurka n. 4 in sol bemolle maggiore                                                   | 1886                      |                                              |
| Notturno n. 1 in si bemolle minore                                                     | 1898                      |                                              |
| Dumka in mi bemolle minore                                                             | 1900                      |                                              |
| Mazurka n. 5 in re maggiore                                                            | 1900                      |                                              |
| Scherzo n. 2 in si bemolle minore                                                      | 1900                      |                                              |
| Valse de bravura, valzer n. 1 in sol maggiore                                          | 1900                      |                                              |
| Valse mélancolique, valzer n. 2 in fa minore                                           | 1900                      |                                              |
| Sonata per pianoforte n. 2 in si bemolle minore                                        | 1900-05                   |                                              |
| Canto del gondoliere in la minore                                                      | 1901                      |                                              |
| Notturno n. 2 in si minore                                                             | 1901                      |                                              |
| Scherzo n. 3 in fa diesis maggiore                                                     | 1901                      |                                              |
| Valse-impromptu, valzer n. 3 in re maggiore                                            | 1901                      |                                              |
| Tarantella in si maggiore                                                              | 1901                      |                                              |
| Suite per pianoforte a quattro mani in si minore                                       | 1901-08                   |                                              |
| Ninna-nanna in re bemolle maggiore                                                     | 1902                      |                                              |
| Capriccio in re maggiore                                                               | 1902                      |                                              |
| Pezzo fantastico in re bemolle maggiore                                                | 1902                      |                                              |
| Mazurka n. 6 in la bemolle maggiore                                                    | 1902                      |                                              |
| Notturno n. 3 in re minore                                                             | 1902                      |                                              |
| Melodia spagnola                                                                       | 1902                      |                                              |
| Serenata spagnola                                                                      | 1902                      | Revisione di Fandango-Étude del 1856.        |
| Toccata in do diesis minore                                                            | 1902                      |                                              |
| Danza tirolese in fa diesis maggiore                                                   | 1902                      |                                              |
| Valse de concert, valzer n. 4 in si bemolle maggiore                                   | 1902                      |                                              |
| Canto del pescatore in si minore                                                       | 1903                      |                                              |
| Humoresque in re maggiore                                                              | 1903                      |                                              |
| Rêverie in fa maggiore                                                                 | 1903                      |                                              |
| Valzer n. 5 in re bemolle maggiore                                                     | 1903                      |                                              |
| Valzer n. 6 in fa diesis minore                                                        | 1903-04                   |                                              |
| La filatrice in si bemolle minore                                                      | 1906                      |                                              |
| Mazurka n. 7 in mi bemolle minore                                                      | 1906                      |                                              |
| Novelletta in la maggiore                                                              | 1906                      |                                              |
| Valzer n. 7 in sol diesis minore                                                       | 1906                      |                                              |
| Impromptu sui preludi in mi bemolle minore e si maggiore di Chopin                     | 1907                      |                                              |
| Sonatina in sol maggiore                                                               | 1909                      |                                              |
| Suite                                                                                  | Senza data                | Per pianoforte a quattro mani                |

## Canzoni
Tutte le composizioni sono per voce e pianoforte.
| Titolo | Periodo                       | Testo | Note                                                           |
| --- | ----------------------------- | --- | -------------------------------------------------------------- |
| Tre romanze "dimenticate" 1 Ты пленительной неги полна (Tu sei piena d'ammaliante languore) 2 Звено (Il legame) 3 Испанская песня (Canzone spagnola) | 1855                          | A. Golovinskij Vasilij Tumanskij Michail Michajlov |                                                                |
| Venti romanze 1 Песня разбойника (La canzone del brigante) 2 Обойми, поцелуй (Abbracciami, baciami) 3 Баркарола (Barcarola) 4 Колыбельная песня (Ninna-nanna) 5 Взошел на небо месяц ясный (È sorta in cielo la luna chiara) 6 Когда беззаботно, дитя, ты резвишься (Quando sei spensierato, bambino, ti diverti) 7 Рыцарь (Il cavaliere) 8 Мне ли, молодцу (A me bravo) 9 Так и рвется душа (E così il cuore si spezza) 10 Приди ко мне (Vieni da me) 11 Песня Селима (La canzone di Selim) 12 Введи меня, о, ночь (Conducimi, o notte) 13 Еврейская мелодия (Melodia ebrea) 14 Исступление (Frenesia) 15 Отчего (Perché) 16 Песня золотой рыбки (La canzone del pesciolino d'oro) 17 Песня старика (Il canto di un vecchio) 18 Слышу ли голос твой (Sento la voce tua) 19 Грузинская песня (Canzone georgiana) 20 Сон (Un sogno) | 1857 1858 1859 1860 1863 1865 | Aleksej Kol'cov Aleksandr Arsen'ev, da Heinrich Heine Aleksandr Arsen'ev M. Jacevič Nikolaj Vil'de Aleksej Kol'cov Michail Lermontov Apollon Majkov Michail Lermontov da George Gordon Byron Aleksej Kol'cov Michail Lermontov Aleksej Kol'cov Michail Lermontov Aleksandr Puškin Michail Michajlov da Heinrich Heine | Le n. 4, 19 e 20 anche in arrangiamento per voce ed orchestra. |
| Raccolta di canti popolari russi | 1866                          | |                                                                |
| Dieci romanze 1 Над озером (Sul lago) 2 Пустыня (Il deserto) 3 Не пенится море (Il mare non fa schiuma) 4 Когда волнуется желтеющая нива (Quando ondeggia il campo di grano ingiallito) 5 Я любила его (Io lo amavo) 6 Сосна (Il pino) 7 Notturno 8 Как наладили (Come ripetevano) 9 Среди цветов поры осенней (Tra i colori del tempo autunnale) 10 Догорает румяный закат (Arde il roseo tramonto) | 1895 1896                     | Arsenij Goleniščev-Kutuzov Aleksej Žemčužnikov Aleksej Tolstoj Michail Lermontov Aleksej Kol'cov Michail Lermontov Aleksej Chomjakov Lev Mej Ivan Aksakov Vladimir Kul'činskij |                                                                |
| Romanze 1 Запевка (Preludio) 2 Сон (Un sogno) 3 Я пришёл к тебе с приветом (Sono venuto da te con un saluto) 4 Взгляни, мой друг (Guarda, amico mio) 5 Шепот, робкое дыханье (Un sussurro, un timido respiro) 6 Песня (Canzone) 7 Из-под таинственной холодной полумаски (Sotto la fredda maschera misteriosa) 8 Спи (Dormi) 9 Видение (Visione) 10 7-е ноября (Il 7 novembre) | 1903 1904                     | Lev Mej Michail Lermontov Afanasij Fet-Šenšin Vasilij Krasov Afanasij Fet-Šenšin Michail Lermontov Aleksej Chomjakov |                                                                |
| Due romanze postume 1 Заря (Alba) 2 Утес (La roccia) | 1909                          | Aleksej Chomjakov Michail Lermontov |                                                                |

## Trascrizioni ed arrangiamenti
| Titolo                                                                                             | Periodo    | Note                                                                  |
| -------------------------------------------------------------------------------------------------- | ---------- | --------------------------------------------------------------------- |
| Cavatina, trascrizione dal quartetto per archi op. 130 di Ludwig van Beethoven                     | 1859       | Per pianoforte solo.                                                  |
| Allegretto, trascrizione dal quartetto per archi op. 59 n. 2 di Beethoven                          | 1862       | Per pianoforte solo.                                                  |
| Trascrizione dal quartetto per archi n. 11 op. 95 di Beethoven                                     | 1862       | Per due pianoforti.                                                   |
| Kamarinskaja, trascrizione da Glinka                                                               | 1863, 1902 | In due versioni: per pianoforte a quattro mani e per pianoforte solo. |
| L'allodola, trascrizione da Addio a San Pietroburgo n. 10 di Glinka                                | 1864       | Per pianoforte solo.                                                  |
| Introduzione alla Fuga in Egitto, trascrizione da Hector Berlioz                                   | 1864       | Per pianoforte solo.                                                  |
| Jota aragonesa, trascrizione da Glinka                                                             | 1864       | In due versioni: per pianoforte solo e a quattro mani.                |
| Aroldo in Italia, trascrizione da Berlioz                                                          | 1876       | Per due pianoforti.                                                   |
| Rêverie, trascrizione da P. Zapol'skij                                                             | 1900       | Per pianoforte solo.                                                  |
| Overture a Undina, trascrizione da Aleksej L'vov                                                   | 1900       | Per pianoforte a quattro mani.                                        |
| Due valzer-capriccio, trascrizione da Aleksandr Taneev                                             | 1900       | Per pianoforte solo.                                                  |
| Не говори (non parlare), trascrizione da Glinka                                                    | 1903       | Per pianoforte solo.                                                  |
| Romanza, trascrizione del secondo movimento del Concerto per pianoforte e orchestra n. 1 di Chopin | 1905       | Per pianoforte solo.                                                  |
| Due frammenti da Rogdana di Aleksandr Dargomyžskij                                                 | 1908       | Per pianoforte a quattro mani.                                        |
| Concerto per pianoforte e orchestra n. 1 di Chopin                                                 | 1910       | Riorchestrazione.                                                     |